# Dicentrines pallidulus
Dicentrines pallidulus är en skalbaggsart. Dicentrines pallidulus ingår i släktet Dicentrines och familjen Melolonthidae. Inga underarter finns listade i Catalogue of Life.